# Тодзама
Тодзама-даймё (яп. 外様大名 «посторонние даймё») — представители японской феодальной знати, ставшие вассалами сёгуна Токугавы Иэясу после битвы при Сэкигахаре (1600) и начала эпохи Эдо (1603). Во время гражданской войны, вспыхнувшей после смерти фактического правителя Японии Тоётоми Хидэёси, знатные роды, ставшие тодзама, в большинстве своём поддерживали противника Токугавы — Исиду Мицунари, и были вынуждены после поражения подчиниться победителю. Неполноправный статус тодзама сохранялся более двух веков: в течение всей эпохи Эдо они были существенно ограничены в своих владетельных правах, считались неблагонадёжными. В результате, владетельные роды, относившиеся к тодзама (Симадзу — княжество Сацума, Мори — Тёсю, Ямаути — Тоса), недовольные своим приниженным положением, сыграли значительную роль во время Революции Мэйдзи (1866—1869), сокрушившей режим сёгуната и возвратившей после длительного периода реальную власть японским императорам.